# Удаловка
Удаловка (алт. Ала-Кайыҥ) — село в Дмитриевском сельском поселении Турочакского района Республики Алтай России.

## Этимология
Алтайское название значит «разноцветная, пятнистая береза».

## История
Основано в 1910 году.

## География
Расположено в северной части Республики Алтай, у реки Бия. Уличная сеть состоит из двух географических объектов: ул. Береговая, ул. Боровая.

## Население
| 2010 | 2011 | 2012 | 2013 | 2014 | 2015 | 2016 |
| ---- | ---- | ---- | ---- | ---- | ---- | ---- |
| 180  | →180 | ↘176 | ↗179 | ↘172 | ↘165 | ↘160 |

В 1989 году проживало 163 человека, в 2002-м 194

## Инфраструктура
Нет данных.

## Транспорт
Через Удаловку проходит дорога регионального значения «Бийск — Турочак — Верх-Бийск» (Идентификационный номер 84К-11) (Постановление Правительства Республики Алтай от 12.04.2018 N 107 «Об утверждении Перечня автомобильных дорог общего пользования регионального значения Республики Алтай и признании утратившими силу некоторых постановлений Правительства Республики Алтай»).

## Топографические карты
- Лист карты M-45-IV Иогач. Масштаб: 1 : 200 000. Состояние местности на 1980 год. Издание 1992 г.